# جو جیمز (راننده مسابقه)
جو جیمز (انگلیسی: Joe James؛ زادهٔ ۲۳ مهٔ ۱۹۲۵ در ساوسیر، میسیسیپی، درگذشتهٔ ۵ نوامبر ۱۹۵۲ در سن خوزه، کالیفرنیا) رانندهٔ مسابقات اتومبیل‌رانی فرمول یک اهل ایالات متحده آمریکا بود که از فصل ۱۹۵۰ تا ۱۹۵۲ در مجموع در سه گراند پری شرکت کرد، اما موفق به کسب هیچ امتیازی نشد.
جیمز در ۵ نوامبر ۱۹۵۲ بر اثر تصادف رانندگی به‌هنگام مسابقه در سن خوزه، کالیفرنیا درگذشت.